# Милко Бечев
Милко Иванов Бечев е български архитект.

## Биография
Роден на 18 ноември 1926 г. в Лом. Завършва архитектура през 1953 г. в Държавната политехника в София. От 1953 г. е проектант, ръководител на група и началник на отдел в института „Транспроект“. Проектира множество гарови, обществени, културно-битови сгради и здравни заведения и други обекти в системата на транспорта в България.

## Награди и отличия
- Орден „Георги Димитров“ (1974)